# Naruto: Shippuden (sezonul 11)
Naruto: Shippuden – Sezonul 11: Aventuri pe Mare (2011)
Episoadele din sezonul unsprezece al seriei anime Naruto: Shippuden se bazează pe partea a doua a seriei manga Naruto de Masashi Kishimoto. Sezonul unsprezece din Naruto: Shippuden, serie de anime, este regizat de Hayato Date și produs de Studioul Pierrot și TV Tokyo și a început să fie difuzat pe data de 28 iulie 2011 la TV Tokyo și s-a încheiat la data de 28 decembrie 2011.
Episoadele din sezonul unsprezece al seriei anime Naruto: Shippuden fac referire la pregătirea a tuturor ninja pentru războiul mondial împotriva organizației criminale Akatsuki.

## Lista episoadelor
| Nr. Ep. Original | Nr. Ep. Serie | Nr. Ep. Sezon | Titlu                                 | Apariție           |
| ---------------- | ------------- | ------------- | ------------------------------------- | ------------------ |
| 442              | 222           | 1             | Decizia celor cinci kage              | 28 iulie 2011      |
| 443              | 223           | 2             | Tânărul și marea                      | 4 august 2011      |
| 444              | 224           | 3             | Comerciantul ninja din Benisu         | 11 august 2011     |
| 445              | 225           | 4             | Nava fantomă blestemată               | 18 august 2011     |
| 446              | 226           | 5             | Insula navelor de luptă               | 25 august 2011     |
| 447              | 227           | 6             | Insula uitată                         | 1 septembrie 2011  |
| 448              | 228           | 7             | Luptă! Rock Lee!                      | 8 septembrie 2011  |
| 449              | 229           | 8             | Mănânci sau mori! Ciupercile din Iad! | 22 septembrie 2011 |
| 450              | 230           | 9             | Răzbunarea clonelor umbrei            | 29 septembrie 2011 |
| 451              | 231           | 10            | Traseul închis                        | 6 octombrie 2011   |
| 452              | 232           | 11            | Fetele se strâng împreună             | 13 octombrie 2011  |
| 453              | 233           | 12            | Impostorul Naruto                     | 20 octombrie 2011  |
| 454              | 234           | 13            | Studentul preferat al lui Naruto      | 27 octombrie 2011  |
| 455              | 235           | 14            | Kunoichi al Satului Nadeshiko         | 3 noiembrie 2011   |
| 456              | 236           | 15            | Prieteni pe care te poți baza         | 10 noiembrie 2011  |
| 457              | 237           | 16            | Ah, eroina mea Doamna Tsunade!        | 24 noiembrie 2011  |
| 458              | 238           | 17            | Ziua liberă a lui Sai                 | 1 decembrie 2011   |
| 459              | 239           | 18            | Legendarii Ino-Shika-Cho              | 8 decembrie 2011   |
| 460              | 240           | 19            | Determinarea lui Kiba                 | 15 decembrie 2011  |
| 461              | 241           | 20            | Kakashi, rivalul meu etern!           | 22 decembrie 2011  |
| 462              | 242           | 21            | Jurământul lui Naruto                 | 28 decembrie 2011  |